# Lutte anarchiste
Lutte Anarchiste (en kurde : Tekoşîna Anarşîst, abrégé TA) est une unité militaire auxiliaire anarchiste composée de volontaires, principalement internationaux, fondée en 2017. L'unité est intégrée au Bataillon international de libération des Forces démocratiques syriennes et participe à la guerre civile syrienne.
Il s'agit d'une des quatre unités connues spécifiquement anarchistes combattant au Rojava.

## Histoire
Bien que Lutte Anarchiste (Tekoşîna Anarşîst) ait été active depuis le mois d'août 2017, l'unité n'a annoncé publiquement son existence que le 10 janvier 2019 par un communiqué officiel initialement publié en anglais, il est rapidement repris par des sites d'informations anarchistes ou libertaires comme It's Going Down, Enough is Enough ou Voices in Movement. 

### Bataille d'Afrine
Début 2018, face à l'invasion du canton d'Afrine par les forces armées turques, une unité de volontaires internationaux appelée Anti-Fascist Forces in Afrin (AFFA, en français : Forces Antifascistes à Afrine) s'est constituée, au sein de laquelle des membres de l'unité Lutte Anarchiste (Tekoşîna Anarşîst) étaient incorporés. Elle participe alors à la bataille d'Afrine contre l'Armée turque et les factions de l'Armée nationale syrienne protégées par la Turquie. Au cours de la bataille, des dizaines de volontaires internationaux perdent la vie au combat, parmi eux figure Şevger Ara Makhno, nom de guerre d'un jeune militant anarchiste turc de Tekoşîna Anarşîst. L'identité du jeune n'a pas été dévoilée pour protéger sa famille vivant en Turquie contre de possibles représailles.

### Offensive de Deir ez-Zor

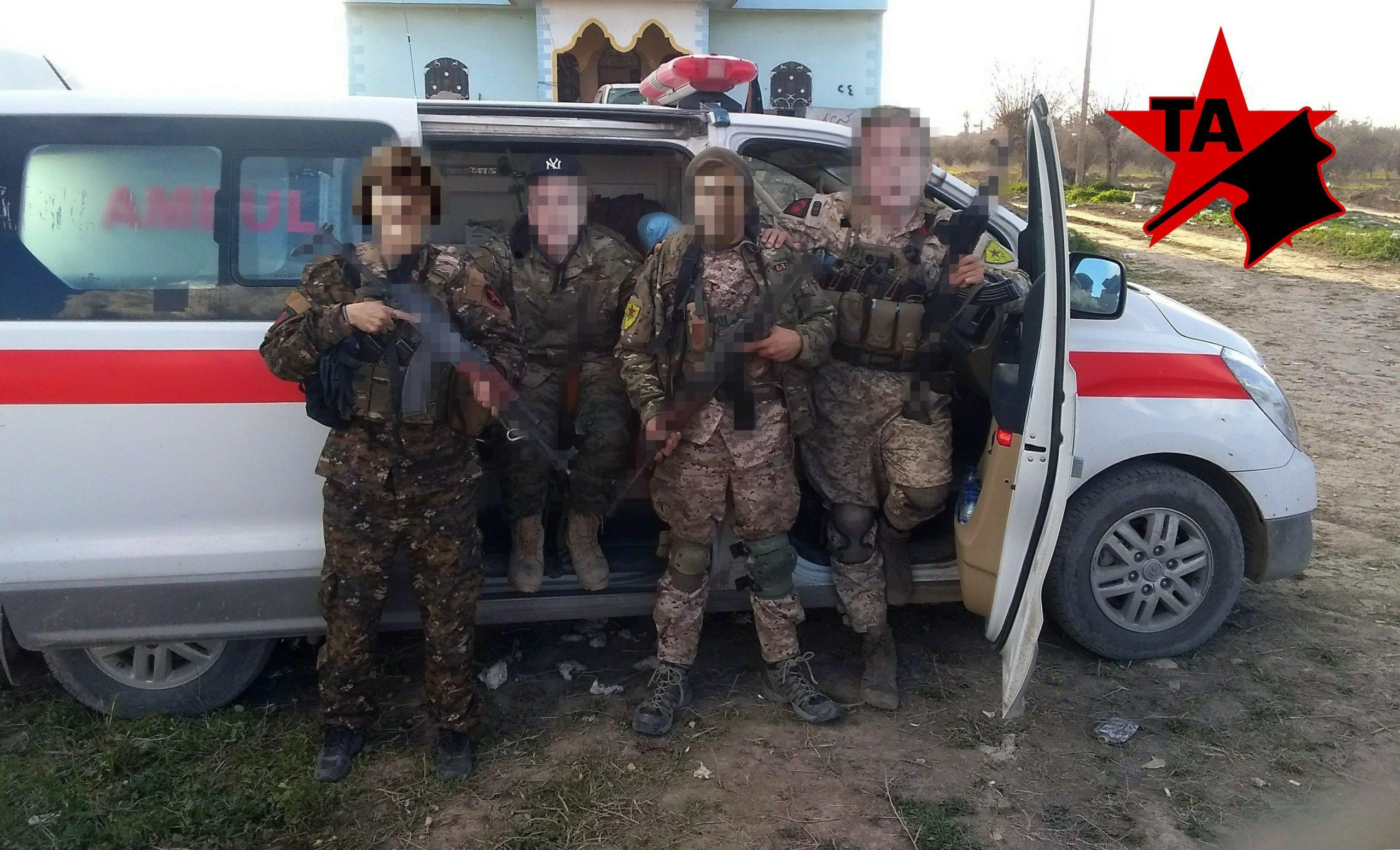
Unité médicale de combat TA, Baghouz Fawqani, février 2019.

Après la bataille d'Afrine, l'unité est mobilisée pendant l'offensive de Deir ez-Zor, notamment vers la localité d'Al-Baghouz Fouqani. Elle réalise alors des missions d'assistance médicale aux combattants et mobilise les volontaires pour combattre contre le dernier bastion de l'État islamique en Syrie.
Le 18 mars 2019, un média affilié à l'EI annonce la mort d'un "croisé italien" dans une embuscade pendant la bataille de Baghouz : Lorenzo Orsetti, un anarchiste de 33 ans, originaire de la ville de Florence. La nouvelle est confirmée par les YPG et par Lutte Anarchiste (Tekoşîna Anarşîst), dont Lorenzo était membre sous le nom de guerre de Tekoşer Piling. La nouvelle provoque une secousse dans l'opinion publique en Italie : le jeune anarchiste est considéré comme un « héros » par divers médias et personnalités d'Italie,,, alors que d'autres soulignent et critiquent l'hypocrisie italienne sur la question des volontaires internationaux qui rejoignent les Kurdes et qui se retrouvent poursuivis par la justice à leur retour,,. Son corps est finalement rapatrié quelques jours plus tard, à Florence sa ville natale, la figure de Lorenzo est revendiquée et montrée en exemple par diverses organisations et médias anarchistes et de gauche, comme la Fédération anarchiste italienne (Federazione Anarchica Italiana, FAI) entre autres.